# L'Arianna
L'Arianna é a segunda (perdida) das oito óperas (três conservadas e cinco perdidas) do compositor Claudio Monteverdi. A ópera foi composta em 1607-08 e é uma das primeiras do período barroco sendo exibida pela primeira vez em 28 de maio de 1608 como parte de um festival de música para o casamento real na corte do duque Vicente I Gonzaga da casa de Gonzaga. Toda a ópera foi perdida exceto pela parte recitativa conhecida como "Lamento d'Arianna" (Lamento de Ariadne). O libreto, que permaneceu completo, foi escrito em oito cenas por Ottavio Rinuccini, que usou as Heroidas de Ovídio e outras fontes clássicas para relacionar a história de Ariadne abandonada por Teseu na ilha de Naxos e sua subsequente elevação como noiva do deus Baco.
A ópera fo composta sob severa pressão de tempo; o compositor disse posteriormente que o esforço de criá-la quase o havia matado. A performance inicial, produzida com efeitos especiais abundantes e inovadores, foi altamente aclamada e o trabalho foi igualmente bem recebido em Veneza quando foi revivido sob a direção do compositor em 1640 como o trabalho inaugural do Teatro San Moisè.
O libreto de Rinuccini está disponível em várias edições. A música do Lamento sobreviveu porque foi publicada em Monteverdi, em diversas versões diferentes, de forma independente da ópera. Este fragmento se tornou uma música influente e foi amplamente imitado; o lamento expressivo se tornou uma característica da ópera italiana até o século XVII. Nos últimos anos o Lamento se tornou popular como um concerto e o uma peça recital e tem sido frequentemente gravada.